# エドガール・キネ駅
エドガール・キネ駅 (エドガール・キネえき、仏：Edgar Quinet) またはエドガー・キネ駅は、フランス・パリの14区にあるメトロ (地下鉄) の駅。6号線を利用することができる。

## 概要
エドガール・キネ駅は、パリの地下鉄メトロの駅。6号線が利用可能である。パリ左岸の中心に位置し、エドガール・キネ大通り11番地、モンパルナス通り69番地、ゲテ通り1番地のそれぞれが交わる付近の通称ジョルジュ・ベス小道といわれる中央分離帯上に昇降口を一カ所のみ設ける。
1906年4月24日、2号南線（詳細は「2号線」参照）の駅として開業した（のちに5号線を経て1942年10月6日に6号線に移管）。駅名の「エドガール・キネ」は、著作家であり歴史家のエドガール・キネへのオマージュとして命名された。

## 歴史
- 1906年4月24日、メトロ2号南線の駅として開業。
- 1907年10月14日、メトロ2号南線がメトロ5号線に移管される。
- 1942年10月6日、メトロ5号線からメトロ6号線に移管される。

## 駅周辺
- モンパルナス墓地 （Cimetière du Montparnasse）
- トゥール・モンパルナス（モンパルナスタワー） （Tour Montparnasse）

## 隣の駅
パリメトロ
 6号線
モンパルナス＝ビヤンヴニュ駅 (Montparnasse - Bienvenüe) - エドガール・キネ駅 - ラスパイユ駅(Raspail)